# Acropora downingi
Acropora downingi är en korallart som beskrevs av Wallace 1999. Acropora downingi ingår i släktet Acropora och familjen Acroporidae. IUCN kategoriserar arten globalt som livskraftig. Inga underarter finns listade i Catalogue of Life.